# Pterygia arctata
Pterygia arctata is een slakkensoort uit de familie van de Mitridae. De wetenschappelijke naam van de soort is voor het eerst geldig gepubliceerd in 1874 door Sowerby.